# Мурадов, Рашад Махир оглы
Рашад Махир оглы Мурадов (род. 29 октября 1989) — российский самбист, чемпион и призёр чемпионатов России по боевому самбо, бронзовый призёр чемпионата Европы, серебряный призёр чемпионата мира, мастер спорта России международного класса. Выступал в первой полусредней весовой категории (до 68 кг). Тренировался под руководством И. Р. Шегельмана. Выступает в смешанных единоборствах. По состоянию на ноябрь 2017 года Мурадов провёл семь боёв, из которых выиграл три (один техническим нокаутом и два — решением судей) и проиграл четыре (один — удушающим приёмом и три — решением судей).

## Спортивные результаты
- Чемпионат России по боевому самбо 2010 года — ;
- Чемпионат России по боевому самбо 2012 года — ;
- Чемпионат России по боевому самбо 2015 года — ;
- Чемпионат России по боевому самбо 2016 года — ;
- Чемпионат России по самбо 2022 года — ;
- Кубок России по самбо 2023 года — ;